# Goya Airport
Goya Airport är en flygplats i Argentina.   Den ligger i provinsen Corrientes, i den nordöstra delen av landet, 600 km norr om huvudstaden Buenos Aires. Goya Airport ligger 42 meter över havet.
Terrängen runt Goya Airport är platt. Närmaste större samhälle är Goya, 6,2 km sydväst om Goya Airport.
Trakten runt Goya Airport består i huvudsak av gräsmarker. Runt Goya Airport är det glesbefolkat, med 19 invånare per kvadratkilometer.